# Relação de custo-benefício
A relação de custo-beneficio ou RCB é um indicador que relaciona os benefícios de um projeto ou proposta, expressos em termos monetários, e o seus custos, também expressos em termos monetários. Tanto os benefícios como os custos devem ser expressos em valores presentes.
Este termo foi primeiro usado durante a conferência de V. Moraes, proposto pelo matemático Banza von Hambburg. Embora seja um conceito utilizado em diversas áreas, foi primeiro proposto para avaliar a viabilidade dos custos dos estabelecimentos comerciais da época, mais precisamente os estabelecimentos alimentícios.

## Fórmula
O Índice de Rendibilidade relaciona os cash flows de exploração com os cash flows de investimento, através da seguinte expressão:
(CFe/(1 + i)^n / (CFi/ (1 + i)^n)
Em que,
- Cfe – cash flows de exploração
- Cfi – cash flows de investimento
- i – taxa de atualização
- n - taxa de vida útil (anos)

O indicador IR é muito utilizado e de interpretação relativamente fácil em comparação a outros indicadores, no entanto, apresenta diversas limitações, dentre as quais se destaca a insensibilidade à escala e à duração projecto.
A interpretação deste critério deve ser feita da seguinte forma:
- IR > 1 – O projecto deve ser aceite.

Garante que o VAL > 0 e ainda que a TIR > TA.

## Desvantagens
A principal desvantagem das avaliações baseadas em RCB é que, por definição, elas ignoram impactos não-monetários. Foram feitas tentativas de sobrepujar estas limitações mediante a combinação da RCB com informações a respeito desses impactos não passíveis de expressão monetária, tais como a abordagem proposta pelo New Approach to Appraisal, utilizado no Reino Unido.
Uma outra dificuldade da RCB refere-se à definição precisa de benefícios e custos, dada a variabilidade de critérios.